# Miguel Hurst
Miguel Hurst (Lisboa, 6 de junho de 1967) é um actor português e angolano.
Que vive actualmente em Angola.

## Filmografia

### Televisão
- Elenco Principal, Walter Nambe em Jikulumessu, TPA 2014
- Elenco principal, Njali em 'Rainha Jinga, TPA 2013
- Participação especial, em Voo Directo, RTP 2010
- Participação especial, em Regresso a Sizalinda, RTP 2006
- Participação especial, Médico em Super Pai, TVI 2002
- Participação especial, Pedro em Jardins Proibidos, TVI 2000
- Elenco principal, Guilherme em A Lenda da Garça, RTP 1999
- Participação especial, em Jornalistas, SIC 1999
- Participação especial, em Esquadra de Polícia, RTP 1998
- Elenco principal, Hugo em Terra Mãe, RTP 1997-1998
- Participação especial, Zeca em Riscos, RTP 1997
- Elenco principal, Artur em Filhos do Vento, RTP 1996-1997
- Participação no telefilme Um Sabor a Mel, RTP 1994
- Participação especial, Rui em Os Andrades, RTP 1994
- Participação especial, Ernesto em Sozinhos em Casa, RTP 1993
- Elenco principal, António em A Banqueira do Povo, RTP 1993

### Cinema
- Pedro Mbala em A Ilha dos Cães, de Jorge António, 2018
- Luís em O Herói, de Zézé Gamboa, 2003
- Internado em Le pacte du silence, de Graham Guit, 2002
- Prisioneiro em Longe da Vista, de João Mário Grilo, 1998
- Afro Lisboa, de Ariel de Bigault, 1997
- Angolano em Terra Estrangeira, de Walter Salles e Daniela Thomas, 1995
- António em Encontros Imperfeitos, de Jorge Paixão da Costa, 1992